# TS版
TS版（英文：Telesync）是一种盗版的方式。和枪版的拍摄方法类似，但是它使用的是外置的音源（一般是影院座椅上为听力不好的人设的耳机孔）。不过这个直接的音源并不能保证是好的音源，这是因为有时会受到很多背景噪音的干扰。很多时候TS是在空的影院录制，或是用专业摄像机在放映室录制，所以某些TS版的图象质量可能比枪版好，因此品質大多都参差不齐。

## 外部連結
- Telesync 於Afterdawn上的頁面 （英文）